# Prova
|  | Per a altres significats, vegeu «prova (dret)». |

Prova (en anglès original, Proof) és una obra de teatre de David Auburn representada a la George Street Playhouse de Nova Brunswick, Nova Jersey, durant la següent etapa de 1999 de les noves obres de teatre. L'obra es va estrenar a l'Off-Broadway el maig del 2000 i es va representar a Broadway l'octubre del 2000. L'obra va guanyar el premi Pulitzer de Teatre del 2001 i el Premi Tony a la millor obra.

## Argument
Catherine és la filla d'un mort geni de les matemàtiques. Després de la defunció d'aquest la seva vida comença a trontollar-se a causa de la seva germana amb la qual manté una tirant relació i per un ex-alumne del seu pare que desitja trobar entre els abundants papers del seu pare un misteriós treball. Però el problema més important és ella ja que tem estar perdent la raó,o és que potser haurà heretat el gran potencial del seu pare....

## Estrena
Produïda originàriament pel Manhattan Theatre Club el 23 de maig de 2000, l'obra fou transferida a Broadway al Walter Kerr Theatre el 24 d'octubre de 2000. Dirigidas per Daniel J. Sullivan, la producció fou protagonitzada per Mary-Louise Parker com a Catherine, Larry Bryggman com a Robert, Ben Shenkman com a Hal, i Johanna Day com a Claire. Posteriorment durant la representació a Broadway, Jennifer Jason Leigh (de 13 de setembre de 2001 al 30 de juny de 2002) i Anne Heche (2 de juliol de 2002- 5 de gener de 2003) van representar el paper principal. Josh Hamilton i Neil Patrick Harris van interpretar posteriorment el paper de Hal. Mary-Louise Parker va guanyar el premi Tony per la seva actuació, i Daniel Sullivan va guanyar el premi Tony a la millor direcció d'una obra. L'obra es va tancar el 5 de gener de 2003 després de 917 actuacions.
Prova es va estrenar al West End a Donmar Warehouse el maig de 2002 fins al 15 de juny de 2002. Dirigida per John Madden, el repartiment era format per Gwyneth Paltrow com a Catherine, Ronald Pickup com a Robert, Sara Stewart com a Claire, i Richard Coyle com a Hal. La Menier Chocolate Factory de Londres va produir l`'obra del 13 de març al 27 d'abril de 2013. Mariah Gale va fer el paper de Catherine i fou dirigida per Polly Findlay.
A Espanya fou estrenada en castellà al Teatro Marquina de Madrid l'11 de gener de 2002, dirigida per Jaime Chávarri amb adaptació de Juan Jose Arteche i protagonitzada per Cayetana Guillén Cuervo, Santiago Ramos substituït per Manuel Tejada, Chusa Barbero i Miguel Hermoso Arnao.
Ha estat estrenada en català al Teatre Principal de Palma el 12 de gener de 2012 per Catorze 8 produccions i Tic Teatre, protagonitzada per Inés Llobet, Catalina Alorda, Miquel Gelabert i Pedro Mas.